# Línea Chiyoda
La Línea Chiyoda (千代田線 Chiyoda-sen?) es una línea del metro de Tokio. El color de la línea en los mapas y señalización es verde oscuro, y las estaciones con su parada son marcadas con un número y la letra C. Su número de planificación de línea es el 09.
La línea principal tiene 21,9 kilómetros, sirviendo a los distritos Adachi, Arakawa, Bunkyo, Chiyoda, Minato y Shibuya. Además, un ramal secundario lleva de Adachi a Ayase y Kita-Ayase.

## Historia
La Línea Chiyoda fue propuesto originalmente en 1962 como una línea de Setagaya de Matsudo, Prefectura de Chiba. Su número inicial iba a ser el 08. En 1964, el plan se modificó ligeramente para que se ofrecieran servicios en la Línea Jōban al norte de Tokio, y su número cambió a 09. 
La línea 09 fue diseñado para pasar a través de la acumulación de la zona en Chiyoda, y también para aliviar las líneas Ginza y Hibiya, que siguen una ruta más o menos similares por el centro de Tokio. 
El primer tramo fue inaugurado el 20 de diciembre de 1969 entre Kita-Senju y Otemachi. La línea casi se completa el 10 de octubre de 1972, cuando alcanzó el Yoyogi-Koen, a pesar de que la sección de 1 kilómetro de Yoyogi-Uehara no se completó hasta el 31 de marzo de 1978. El ramal a Kita-Ayase se abrió el 20 de diciembre de 1979.
Desde el 18 de marzo de 2008, los trenes Odakyu Romancecar comenzaron a correr a partir de Kita-Senju a Hakone-Yumoto (en la línea Hakone Tozan) y Karakida (en la línea Odakyu Tama. También funcionan hasta Shin Kiba utilizando una línea de conexión entre las líneas Yūrakuchō y Chiyoda. Esta es la primera línea en que han funcionado asientos numerados en un metro japonés.

## Estaciones

### Línea principal
| Código | Estación                  | Japonés      | Longitud (km)    | Longitud (km) | Expreso limitado Romancecar | Transferencias | Ubicación |
| Código | Estación                  | Japonés      | Entre estaciones | Total         | Expreso limitado Romancecar | Transferencias | Ubicación |
| --- | ------------------------- | ------------ | ---------------- | ------------- | --------------------------- | --- | --------- |
| Servicios recíprocos de Odakyū: a Hon-Atsugi a través de la Línea Odawara a Karakida a través de la Línea Tama a Hakone-Yumoto a través de la Línea Hakone Tozan (servicios expresos limitados) |                           |              |                  |               |                             | |           |
| C-01 | Yoyogi-Uehara             | 代々木上原   | -                | 0,0           | X                           | Línea Odakyū Odawara | Shibuya   |
| C-02 | Yoyogi-kōen               | 代々木公園   | 1,0              | 1,0           | \|                          | Línea Odakyū Odawara (Yoyogi-Hachiman) | Shibuya   |
| C-03 | Meiji-jingūmae (Harajuku) | 明治神宮前   | 1,2              | 2,2           | \|                          | - Línea Fukutoshin (F-15) - Línea Yamanote (Harajuku) | Shibuya   |
| C-04 | Omotesandō                | 表参道       | 0,9              | 3,1           | ●                           | - Línea Hanzōmon (Z-02) - Línea Ginza (G-02) | Minato    |
| C-05 | Nogizaka                  | 乃木坂       | 1,4              | 4,5           | \|                          | | Minato    |
| C-06 | Akasaka                   | 赤坂         | 1,1              | 5,6           | \|                          | | Minato    |
| C-07 | Kokkai-gijidō-mae         | 国会議事堂前 | 0,8              | 6,4           | \|                          | - Línea Marunouchi (M-14) - Línea Namboku (Tameike-Sannō: N-06) - Línea Ginza (Tameike-Sannō: G-06) | Chiyoda   |
| C-08 | Kasumigaseki              | 霞ケ関       | 0,8              | 7,2           | ▲                           | - Línea Marunouchi (M-15) - Línea Hibiya (H-06) | Chiyoda   |
| C-09 | Hibiya                    | 日比谷       | 0,8              | 8,0           | \|                          | - Línea Hibiya (H-07) - Línea Toei Mita (I-08) - Línea Yūrakuchō (Yūrakuchō: Y-18) - Línea Yamanote (Yūrakuchō) - Línea Keihin-Tōhoku (Yūrakuchō) - Línea Ginza, Línea Marunouchi (Ginza) - Línea Toei Asakusa (Higashi-Ginza) | Chiyoda   |
| C-10 | Nijubashimae              | 二重橋前     | 0,7              | 8,7           | \|                          | - Línea Marunouchi (Tokio: M-17) - Línea Keiyō (Tokio: JE01) | Chiyoda   |
| C-11 | Ōtemachi                  | 大手町       | 0,7              | 9,4           | ●                           | - Línea Tōzai (T-09) - Línea Marunouchi (M-18) - Línea Hanzōmon (Z-08) - Línea Toei Mita (I-09) | Chiyoda   |
| C-12 | Shin-Ochanomizu           | 新御茶ノ水   | 1,3              | 10,7          | \|                          | - Línea Marunouchi (Awajichō: M-19) - Línea Toei Shinjuku (Ogawamachi: S-07) - Línea Chūō-Sōbu (Ochanomizu) - Línea Chūō (Rápida) (Ochanomizu)                                                                                 | Chiyoda   |
| C-13 | Yushima                   | 湯島         | 1,2              | 11,9          | \|                          | - Línea Ginza (Ueno-hirokoji: G-15) - Línea Toei Ōedo Ueno-okachimachi: E-09) | Bunkyō    |
| C-14 | Nezu                      | 根津         | 1,2              | 13,1          | \|                          | | Bunkyō    |
| C-15 | Sendagi                   | 千駄木       | 1,0              | 14,1          | \|                          | | Bunkyō    |
| C-16 | Nishi-Nippori             | 西日暮里     | 0,9              | 15,0          | \|                          | - Línea Yamanote - Línea Keihin-Tōhoku - Nippori-Toneri Liner (02) | Arakawa   |
| C-17 | Machiya                   | 町屋         | 1,7              | 16,7          | \|                          | - Línea Keisei - Línea Toden Arakawa | Arakawa   |
| C-18 | Kita-Senju                | 北千住       | 2,6              | 19,3          | ●                           | - Línea Hibiya (H-21) - Línea Jōban (Rápida) - Línea Tobu Skytree - Tsukuba Express (05) | Adachi    |
| C-19 | Ayase                     | 綾瀬         | 2,6              | 21,9          | X                           | - Línea Jōban (Local) - Línea Chiyoda (a Kita-Ayase) | Adachi    |
| Servicio recíproco a Toride a través de la Línea Jōban (Local) |                           |              |                  |               |                             | |           |

1. ↑  Los servicios expresos limitados tienen una parada a la estación Yoyogi-Uehara para cambiar los operadores y conductores. Pasajeros no pueden embarcar o desembarcar el tren en este estación.
2. ↑  El servicio expreso limitado Bay Resort no tiene una parada en Kasumigaseki; este servicio tiene una recorrida entre la estación Shin-Kiba en la Línea Yurakuchō y la estación Hon-Atsugi en la Línea Odawara. Hay una conexión de vías con la Línea Yurakuchō y la Línea Chiyoda entre las estaciones Kasumigaseki y Sakuradamon.
3. ↑  Los trenes expresos limitados terminan a la estación Kita-Senju.

### Línea ramal
| Código | Estación   | Japonés | Longitud (km)    | Longitud (km) | Transferencias                                          | Ubicación |
| Código | Estación   | Japonés | Entre estaciones | Total         | Transferencias                                          | Ubicación |
| ------ | ---------- | ------- | ---------------- | ------------- | ------------------------------------------------------- | --------- |
| C-19   | Ayase      | 綾瀬    | -                | 21,9          | - Línea Chiyoda (a Yoyogi-Uehara) - Línea Joban (Local) | Adachi    |
| C-20   | Kita-Ayase | 北綾瀬  | 2,1              | 24,0          |                                                         | Adachi    |